# Andrew Porfitz
Andrew Porfitz (* 2001 in Berlin, Deutschland) ist ein deutscher Schauspieler.

## Leben
Andrew Porfitz spielte eine der Hauptrollen bei der Streaming-Serie Almost Fly, bei der er die Rolle Ben Weber übernahm. Darauf folgte 2022 eine Rolle als Leroy  beim Kurzfilm Goldjunge.

## Filmografie
- 2022: Almost Fly
- 2022: Goldjunge (Kurzfilm)